# Amanda Peterson
Amanda Peterson, all'anagrafe Phyllis Amanda Peterson, nota anche con lo pseudonimo di Mandy Peterson (Greeley, 8 luglio 1971 – Greeley, 5 luglio 2015), è stata un'attrice statunitense.

## Biografia
Nata a Greeley, in Colorado, era la più giovane dei tre figli di James Peterson, un otorinolaringoiatra, e di sua moglie Sylvia. I due fratelli maggiori erano Anne Marie e James Jr. Cominciò a recitare da bambina con il nome di Amanda Paterson, ma all'inizio della sua carriera utilizzò il nome di Mandy Peterson, soprannome con cui veniva chiamata da amici e famiglia.
Negli anni ottanta recitò in Explorers (1985) e Playboy in prova (1987). Oltre che nella serie televisiva Un anno nella vita (1987-1988), apparve anche in un episodio di Doogie Howser (1990).
Ritiratasi dalle scene nel 1994, il 5 luglio 2015 fu trovata morta nella sua città natale.

## Filmografia

### Cinema
- Annie, regia di John Huston (1982)
- Explorers, regia di Joe Dante (1985)
- Playboy in prova (Can't Buy Me Love), regia di Steve Rash (1987)
- The Lawless Land, regia di Jon Hess (1988)
- Doppia verità (Listen to Me), regia di Douglas Day Stewart (1989)
- Seduzione fatale (Fatal Charm), regia di Fritz Kiersch (1990) - direct-to-video
- Il fantasma di sentiero lucente (Windrunner), regia di William Clark e William Tannen (1994)

### Televisione
- I ragazzi di padre Murphy (Father Murphy) - serie TV, 1 episodio (1982)
- Il mio amico Ricky (Silver Spoons) - serie TV, 1 episodio (1982)
- Boone - serie TV, 13 episodi (1983-1984)
- Indagine sulla vita privata della moglie di un poliziotto (Best Kept Secrets), regia di Jerrold Freedman (1984) - film TV
- And the Children Shall Lead, regia di Michael Pressman (1985) - film TV
- A Year in the Life - miniserie TV (1986)
- Carly Mills, regia di Rod Daniel (1986) - cortometraggio TV
- Un anno nella vita (A Year in the Life) - serie TV, 22 episodi (1987-1988)
- La vita dietro l'angolo (Love and Betrayal), regia di Richard Michaels (1989) - film TV
- Doogie Howser (Doogie Howser, M.D.) - serie TV, 1 episodio (1990)
- Hell Hath No Fury, regia di Thomas J. Wright (1991) - film TV
- Modella per un giorno (Posing: Inspired by Three Real Stories), regia di Steve Stafford (1991) - film TV
- Jack's Place - serie TV, 4 episodi (1993)